# Emmy Albus
Emmy Albus   (Barmen, 13 de desembre de 1911 - Berlín, 20 de setembre de 1995) va ser una atleta alemanya, especialista en curses de velocitat, que va competir durant la dècada de 1930.
El 1936 va prendre part en els Jocs Olímpics de Berlín, on disputà dues proves del programa d'atletisme. En els 4x100 metres relleus va establir un nou rècord del món en semifinals, però en la final fou desqualificada en perdre l'equip el testimoni. En els 100 metres fou sisena.
En el seu palmarès destaquen dos campionats nacionals i una medalla d'or al Campionat d'Europa d'atletisme de 1938 en els relleus 4×100 metres. Formà equip amb Josefine Kohl, Käthe Krauß i Ida Kühnel.

## Millors marques
- 100 metres. 11,9" (1936)
- 200 metres. 26,0" (1935)[3]